# Emin-Riesenhamsterratte
Die Emin-Riesenhamsterratte (Cricetomys emini) kommt in West- und Zentralafrika von Sierra Leone im Westen bis Uganda, Ruanda und Burundi im Osten, den Norden Angolas im Süden und auf der Insel Bioko vor.
Die Art ist nach dem Afrikaforscher Eduard Schnitzer benannt, der als Emin Pascha bekannt war.

## Merkmale
Die Tiere erreichen eine Kopf-Rumpf-Länge von 30 bis 33,5 cm, haben einen 32 bis 45 cm langen Schwanz und erreichen ein Gewicht von 0,5 bis 1,3 kg. Die Hinterfußlänge liegt bei 6,4 bis 7,1 cm. Das Fell ist kurz und weich. Das hell- bis dunkelbraune Rückenfell wird durch eine deutliche Linie vom weißlichen bis cremefarbenen Bauchfell getrennt. Die Schnauze ist lang und zugespitzt. Die Backentaschen sind gut entwickelt. Die Ohren sind relativ lang. Dunkle Augenringe, wie sie für andere Cricetomys-Arten typisch sind, fehlen. Die Beine sind relativ kurz. An den Vorderpfoten hat die Emin-Riesenhamsterratte vier Zehen und hinten fünf. Die vordere Schwanzhälfte ist dunkel gefärbt, die hintere weiß.

## Lebensraum und Lebensweise
Die Emin-Riesenhamsterratte kommt in verschiedenen Waldhabitaten vor, ist nachtaktiv und verbringt den Tag in einem selbst gegrabenen Erdbau. Sie ist vorwiegend bodenbewohnend (terrestrisch) kann aber auch gut klettern. Sie ernährt sich vor allem von Früchten, Palmnüssen und Samen. Nahrung wird auch auf Vorrat im Erdbau verstaut. Über ihre Fortpflanzungsbiologie ist nur wenig bekannt. Die Weibchen bekommen nach einer Tragzeit von etwa 42 Tagen pro Wurf zwei bis vier Jungtiere. In menschlicher Obhut wurden Emin-Riesenhamsterratten vier Jahre alt.

## Systematik
Die Emin-Riesenhamsterratte wurde im Jahr 1910 durch den britischen Zoologen Robert Charles Wroughton als Unterart der Gambia-Riesenhamsterratte (Cricetomys gambianus) erstmals wissenschaftlich beschrieben. Heute gilt sie als eigenständige Art. Molekularbiologische Untersuchungen zeigen allerdings, dass sich unter der Bezeichnung Cricetomys emini drei bis vier kryptische Arten verbergen, die morphologisch nicht unterscheidbar sind, sich genetisch jedoch unterscheiden lassen.

## Parasiten
Die Emin-Riesenhamsterratte ist einer der Wirte der Tierlaus Proenderleinellus calva.

## Gefährdung
Da für diese Art keinerlei Gefährdungen bekannt sind, sie weit verbreitet ist und auch in Schutzgebieten vorkommt, stuft die IUCN diese Art als (Least Concern) ungefährdet ein.

## Belege
1. 1 2 3 4  Don E. Wilson, Thomas E. Lacher, Jr,  Russell A. Mittermeier: Handbook of the Mammals of the World – Volume 7, Lynx Edicions, 2017, ISBN 978-8416728046, Seite 201.
2. ↑  Beolens, Watkins & Grayson: The Eponym Dictionary of Mammals. Johns Hopkins University Press, Baltimore 2009, ISBN 978-0-8018-9304-9, S. 126 (Emin [PDF]).
3. ↑  François-Xavier Pajot: Les poux (Insecta, Anoplura) de la région afrotropicale. IRD Editions, 2000, ISBN 978-2-70991456-7, S. 233.
4. ↑  Cricetomys emini in der Roten Liste gefährdeter Arten der IUCN 2014.3. Eingestellt von: van der Straeten, E. & Kerbis Peterhans, J., 2008. Abgerufen am 25. November 2014.